# Elaver calcarata
Elaver calcarata là một loài nhện trong họ Clubionidae.
Loài này thuộc chi Elaver. Elaver calcarata được Otto Kraus miêu tả năm 1955.